# Blaberus anisitsi
Blaberus anisitsi är en kackerlacksart som beskrevs av Brancsik 1898. Blaberus anisitsi ingår i släktet Blaberus och familjen jättekackerlackor.
Artens utbredningsområde är Paraguay. Inga underarter finns listade.